# Мирошниченко, Александр Иванович (генерал-полковник)
Александр Иванович Мирошниченко (3 июля 1953, Москва — 8 марта 2025, Москва) — советский и российский деятель органов госбезопасности, генерал-полковник. Начальник Управления «А» («Альфа») ЦСН ФСБ России (1998—1999). Начальник штаба — первый заместитель начальника Центра специального назначения ФСБ России (1999—2007).

## Биография
Родился 3 июля 1953 года в Москве.
В 1973 году после прохождения срочной службы в рядах РВСН и увольнении в звании старшина, Мирошниченко было предложено продолжить службу в органах государственной безопасности. В 1978 году окончил Ленинградскую спецшколу № 401 КГБ СССР, а в 1986 году — Высшую школу КГБ СССР им. Ф. Э. Дзержинского.
С 1973 года служил в составе Службы охраны дипломатических представительств 7-го управления КГБ СССР, являлся лучшим молодым сотрудником по профессии. В 1978 году был принят в состав второго набора антитеррористической Группы «А» («Альфа»). В 1979 году Мирошниченко участвовал в штурме дворца Амина, в частности 27 декабря этого года во время спецоперации по смене власти в Кабуле — «Байкал-79», участвовал в захвате Центрального телеграфа. В 1980 году составе группы Ю. А. Изотова занимался обеспечением личной безопасности высших должностных лиц НДПА и ДРА, в том числе Бабрака Кармаля. В 1981 году Мирошниченко принимал участие в боевой операции по освобождению захваченных заложников в Сарапуле (Удмуртская АССР); в 1985 проходил двухмесячную боевую стажировку в составе мотоманевренных групп 47-го погранотряда Среднеазиатского пограничного округа. В 1986 году в течение тридцати пяти суток, Мирошниченко принимал участие в зачистке территории от моджахедов на глубину до семидесяти километров от границы Советского Союза; в 1989 году участвовал в освобождении заложников в Саратове. С 1990 года участвовал в боевых и специальных операциях в Баку, Вильнюсе, Ростове-на-Дону — Краснодаре и пять раз в Минеральных Водах. В 1991 году в составе Группы «А» принимал участие в разрешении кризиса в августе 1991 года и переворота октября 1993 года.
В 1993 году был назначен заместителем, в 1994 году — первым заместителем командира Группы «А». В 1998 году был назначен начальником Управления «А» («Альфа») ЦСН ФСБ России, которым руководил до 1999 года. С 1999 по 2007 год являлся начальником штаба — первым заместителем начальника Центра специального назначения ФСБ России. В 1995 году принимал участие в освобождении заложников в Будённовске захваченных террористами под руководством Шамиля Басаева; 14 октября 1995 года принимал участие в освобождении заложников на Васильевском спуске в нескольких метрах от Кремля; в 1996 году принимал участие в освобождении заложников захваченных боевиками под командованием Салмана Радуева и Хункара Исрапилова в Первомайске; В 1997 году был одним из руководителей операции по обезвреживанию психически нездорового уроженца Магадана Геннадия Тодикова, который захватил самолёт Ил-62М в аэропорту «Шереметьево-1», следовавший рейсом Магадан — Норильск — Москва, и угрожал взорвать его, а также был одним из руководителей операции по освобождению заложника у посольства Швеции в Москве, захваченного террористом С. В. Кобяковым, при нейтрализации которого погиб сотрудник «Альфы» А. Н. Савельев, в 2001 году в освобождении захваченного Султан-Саидом Эдиевым автобуса с заложниками. В 2002 году принимал участие в освобождении заложников на театральном комплексе в Дубровке в Москве при показе мюзикла «Норд-Ост».
С 2007 года в отставке, с этого же года был назначен заместителем губернатора (вице-губернатор) Тверской области по вопросам безопасности. 26 октября 2010 года Мирошниченко был назначен помощником министра обороны Российской Федерации
Скончался 8 марта 2025 года. Причина смерти — оторвавшийся тромб. Похоронен на Троекуровском кладбище.

## Оценки
По воспоминаниям Героя Советского Союза генерал-майора Г. Н. Зайцева:

 Александр Иванович был назначен моим заместителем в январе 1993 года, в марте 1994-го стал уже первым заместителем начальника Группы «А». Именно с ним мне довелось работать на последнем этапе, и я относился к нему — и буду относиться — с чувством большой благодарности. Он был назначен в очень тяжелый период. В тех условиях, когда перед нашим подразделением ставились весьма «специфические» задачи, совет, как поступить в той или иной ситуации, я держал только с ним. Вдвоём мы вырабатывали линию поведения подразделения. Я благодарен ему за принципиальность — он никогда, откровенно говорю, не поддакивал, а имел свою точку зрения. И не только её открыто высказывал, но и активно отстаивал

## Награды
- Орден «За заслуги перед Отечеством» IV степени с мечами
- Два ордена Мужества
- Орден «За военные заслуги»
- Орден Почёта
- Орден Красной Звезды
- Медаль «За отвагу»
- Медаль За боевые заслуги[3][4][1][2]